# Géographie du Sénégal
Le Sénégal qui s’étend sur 196 722 km2, est compris entre 12°8 et 16°09 de latitude nord et 12° et 17° de longitude ouest. La presqu'île du Cap-Vert (et notamment la pointe des Almadies) est la plus occidentale de toute l’Afrique continentale. Le Sénégal est composé de 14 régions administratives et 45 départements.

## Géographie physique

### Géologie
La structure géologique se caractérise par le contact d'un socle ancien qui apparaît dans le Sénégal oriental et d'un bassin sédimentaire qui occupe le reste du territoire. La nature des roches diffère selon la province géologique. Les roches du socle se composent de séries de l'une des plateformes les plus anciennes du globe, à savoir le socle birrimien. Ce sont des roches très dures parmi lesquelles dominent les sistres (ou pierrailles colluviales) cristallins et les quartz. Sur ces séries birrimiennes (du Précambrien moyen) reposent des sédiments d'âge primaire constitués essentiellement de grès disposés en couches horizontales, reposant en discordance sur socle précambrien. L'ensemble est traversé par des intrusions de roches éruptives anciennes.                                  

### Hydrographie
Le Sénégal dispose d'un réseau hydrographique assez limité. Les cours d'eau les plus importants excepté pour la région de la Casamance prennent leur source en Guinée (Fouta-Djalon).
Le fleuve Sénégal est long de 1 750 km. Il prend sa source en République de Guinée à 750 m d'altitude et sert de frontière entre le Mali et la Mauritanie avant de se jeter dans l'océan Atlantique à Saint-Louis. Le fleuve Sénégal se forme à Bafoulabé au Mali par la confluence de deux rivières : le Bafing et le Bakoye. Il reçoit sur sa rive gauche la Faleme qui est son principal affluent et sur sa rive droite le Kolinbiné, Karakoro, Gorgol ; son débit est irrégulier et dépend entièrement des pluies de mousson (100 à 1000 m3/s).
Le Sénégal comprend de nombreux lacs d'eau salée et d'eau douce dont les principaux sont le lac Rose et le lac de Guiers. Ce dernier est alimenté par le fleuve Sénégal mais aussi les eaux de pluie du Ferlo. Seul réservoir d'eau douce de la région, il approvisionne la capitale en fournissant 30 % de l'eau consommée dans l’agglomération dakaroise.
Le Sénégal est un pays soudano-sahélienne disposant de peu de cours d'eau et régulièrement frappé par des déficits pluviométriques. Pour mettre fin à cela un programme hydraulique est mis au point.

#### Bilan hydrique du pays
D'après Aquastat, la hauteur d'eau annuelle moyenne des précipitations est de 686 mm, soit pour une superficie de 196,720 kilomètres carrés, un volume de précipitations annuelles de 134,95 kilomètres cubes (France métropolitaine 477,99 km3).
De ce volume précipité, l'évapo-transpiration et les infiltrations consomment quelque 111,15 km3. Restent 23,8 kilomètres cubes de ressources d'eau superficielle produites sur le territoire du pays (en interne). De plus une quantité renouvelable de 2 kilomètres cubes d'eau souterraine est produite chaque année, en interne également.
À ces ressources de 25,8 km3 produites en interne, il faut ajouter 13 kilomètres cubes d'eau produits à l'étranger et qui font partie des ressources utilisables du pays, une fois la frontière franchie. Il s'agit d'une part des débits apportés de Guinée par le fleuve Gambie et ses affluents (soit 2 km3), et d'autre part par la moitié du volume d'eau charrié par le fleuve Sénégal venu du Mali (l'autre moitié étant réservée à la Mauritanie puisque ce fleuve fait frontière entre ces deux pays, une fois le sol malien quitté) et ce à raison de 22 kilomètres cubes divisés par 2, c'est-à-dire 11 kilomètres cubes environ.
Compte tenu de ces apports, les ressources totales en eau du pays se montent annuellement à quelque 38,8 kilomètres cubes (38,8 milliards de m3), soit pour une population estimée à 12 millions d'habitants en 2008, quelque 3,200 m3 d'eau par habitant, ce qui est satisfaisant, en comparaison de bien des pays soumis au risque de sècheresse en Afrique et même ailleurs. À titre de comparaison, l'Afrique du Sud, pays le plus industrialisé d'Afrique noire ne dispose que d'un peu plus de 1,000 m3 d'eau annuellement par habitant, l'Allemagne d'un peu plus de 1,850 m3, et la France de plus ou moins 3,300 m3 annuellement.
Il faut ajouter qu'une certaine quantité d'eau quitte annuellement le territoire : 5 km3 vers la république de Gambie (fleuve Gambie et ses affluents) et 0,4 vers la Guinée-Bissau (Rio Geba), soit un total de 5,4 kilomètres cubes.

### Climat

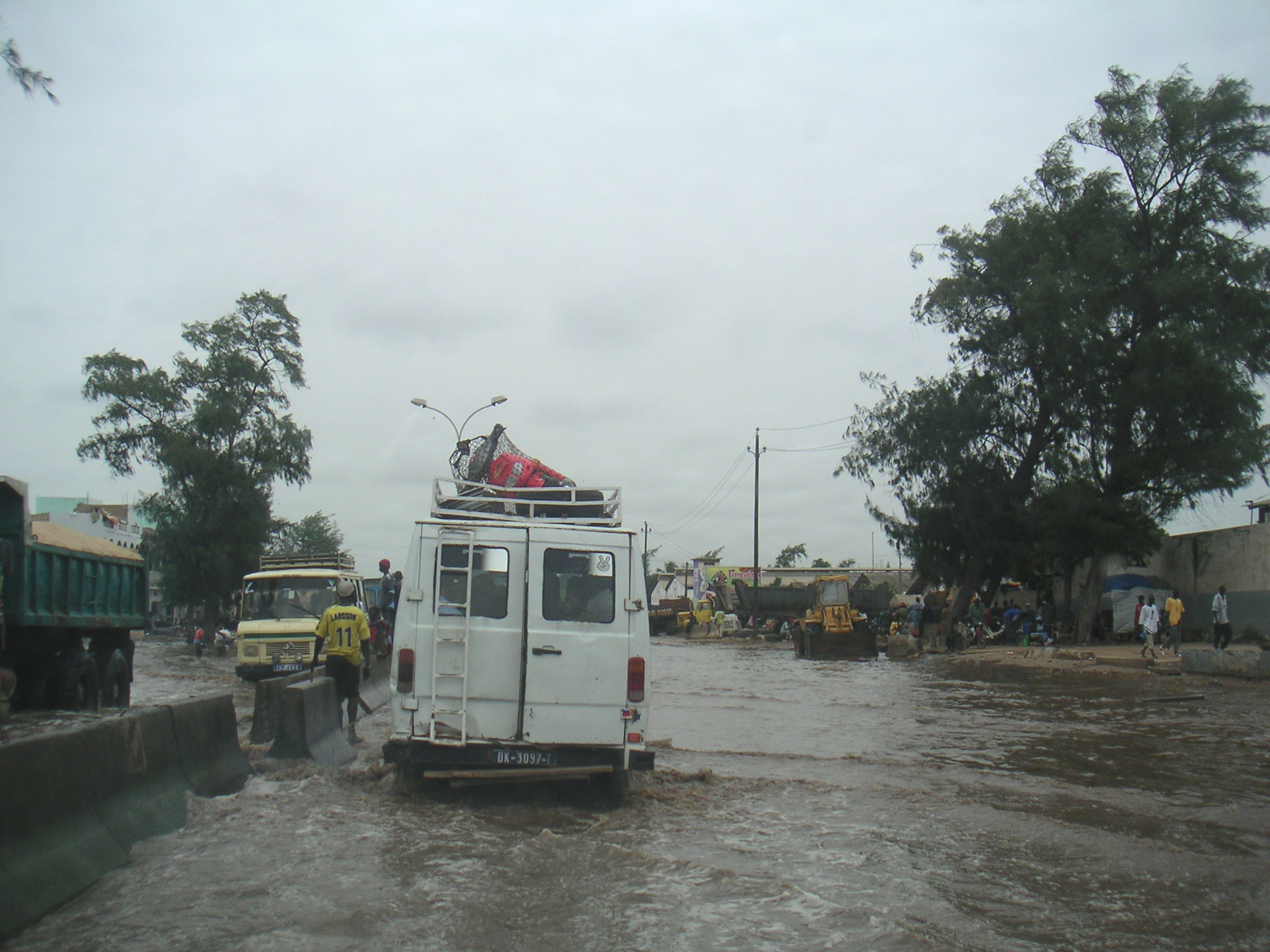
Inondations à Dakar en août 2005

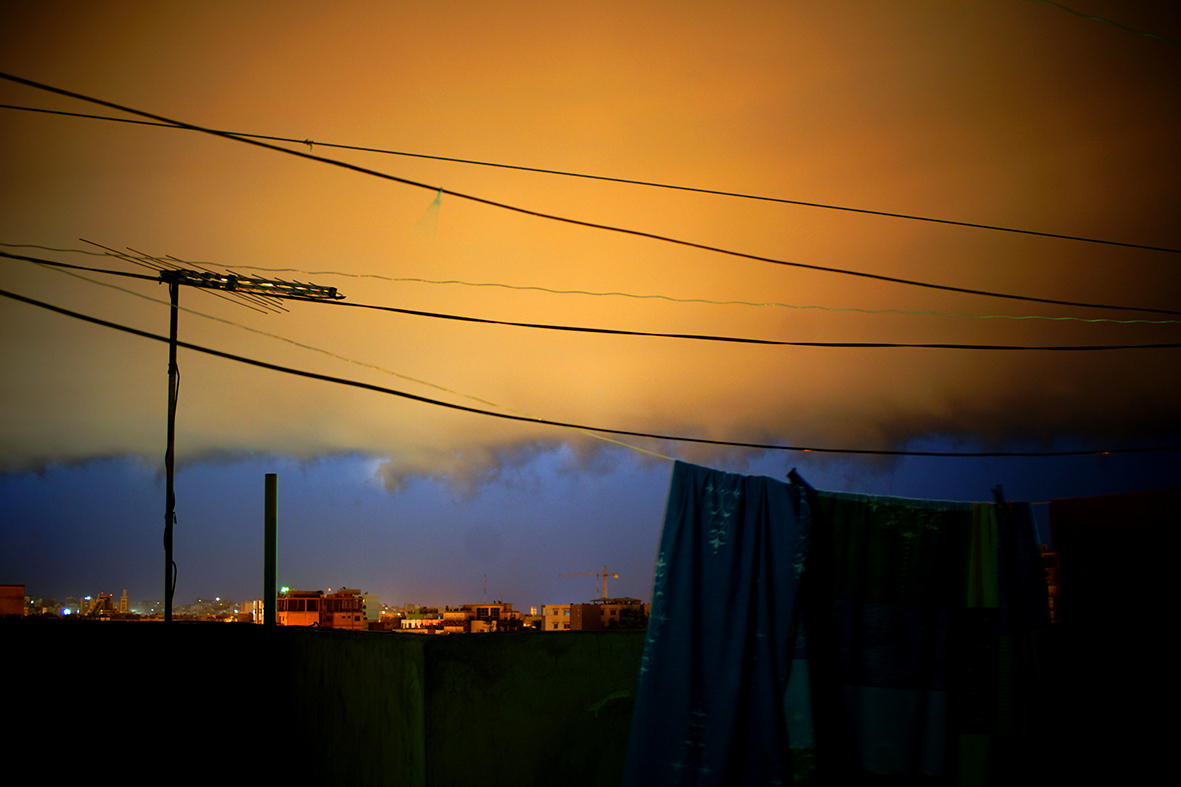
Orage sur Dakar (septembre 2016).

Le climat est du type sahélien. Il comporte une saison des pluies – que l'on appelle hivernage – et une saison sèche. La saison des pluies s'étend de juin à octobre avec un pic en août-septembre et variable selon la latitude (moins de précipitations dans le nord par rapport au sud). C'est la période des moussons. La saison sèche dure de novembre à juin avec des alizés continentaux.
Les températures les plus élevées sont observées en été, pendant la saison des pluies. Les plus basses se situent au mois de janvier.
Sur le littoral la mer apporte de la fraîcheur et les températures sont de l'ordre de 16 °C à 30 °C, mais dans le centre et l'est du pays elles peuvent atteindre 41 °C.

## Environnement

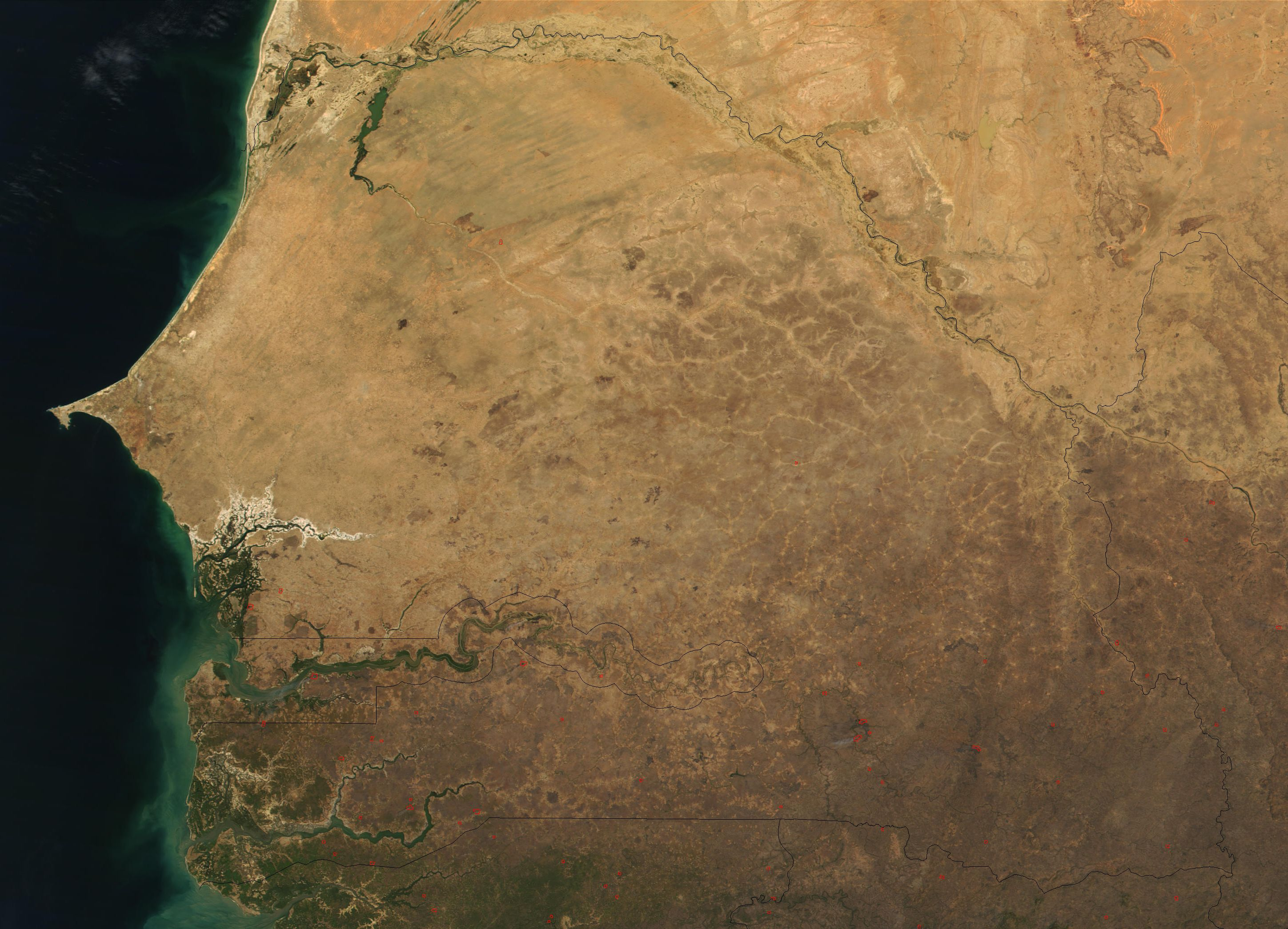
Photo satellite des foyers d'incendie (points rouges) en février 2002, principalement situés dans les zones à savane

### Diversité et écosystèmes
Excepté les deux collines des Mamelles (roches éruptives également à l’origine des îles de Gorée et des Madeleines) aucun relief n’agrémente l’horizon de la côte. Les seules véritables collines sont celles du Fouta-Djalon à la frontière guinéenne qui ont du mal à culminer au-dessus de 500 mètres. Les estuaires du Sénégal, du Saloum et de la Casamance sont même au-dessous du niveau de la mer à marée haute. Les Niayes, dunes côtières sculptées par le vent empêchent néanmoins le marin de voir le paysage continental sur la distance Dakar-Saint-Louis.
Un des grands intérêts du Sénégal est qu’il possède, malgré sa modeste superficie, un grand nombre d’écosystèmes différents :
- la montagne : sur les remparts du Fouta-Djalon (Sénégal sud-oriental), à la frontière de la Guinée, de l'ouest du Parc national du Niokolo-Koba à la rivière Falémé.
- la forêt dense : en Basse-Casamance (par exemple Oussouye ou Diouloulou) et principalement dans la région frontalière avec la Guinée-Bissau.
- le désert dunaire : dans la région de Saint-Louis, à l'extrême nord du pays, dans la partie la plus septentrionale du Ferlo.
- la mangrove : dans l'ensemble de la Basse-Casamance et du Sine-Saloum, de Joal-Fadiouth jusqu'à Cap Skirring.
- les lacs : le lac de Guiers et l'ensemble des points d'eau permanents ou provisoires le long du fleuve Sénégal.
- la brousse : au Sénégal Central
- les lacs salés : le lac Rose, le lac Mbeubeusse et de nombreux petits lacs y compris près de la Petite-Côte.
- les fleuves et rivières : le fleuve Sénégal, le fleuve Gambie, les rivières Niokolo Koba, Falémé, Saloum, Soungrougrou, etc.
- la savane : au sud d'une ligne Mbour-Kidira, la brousse claire se transforme en savane plus arborée particulièrement représentée dans la région de Tambacounda.
- l’océan : tout le long de la côte, de Saint-Louis au nord à Kabrousse au sud.

### Côte sénégalaise
La côte sénégalaise est constituée de différents paysages reflétant le climat, les courants marins, l’hydrographie ou la géologie :

#### Niayes
Sur la Grande-Côte, les Niayes constituent la moitié du paysage côtier sénégalais. Elles courent de Yoff-Guédiawaye jusqu’à la frontière mauritanienne. Il s’agit en fait de dunes de sable fin et clair constituant un bas relief de l’autre côté duquel les Wolofs ont créé des jardins potagers abrités du vent salé marin. Le phénomène de la barre est présent sur toute la longueur des Niayes. Chaque année de nombreux Sénégalais (parfois pêcheurs) y perdent la vie faute de pouvoir regagner la terre

#### Les bolongs
Ce terme est utilisé pour parler des forêts de mangrove constituant de multiples îles dans les estuaires salés des rivières. Les bolongs représentent donc une grande surface côtière. L’écosystème de la mangrove est difficile à supporter pour l’homme. Les moustiques y sont nombreux et à marée haute tous les îlots de mangroves sont recouverts par l’eau salée. Néanmoins les multiples labyrinthes de canaux sont très poissonneux et les pêcheurs grâce notamment à l’épervier (filet de pêche) s’y rendent quotidiennement. Le Parc national du delta du Saloum est recouvert en grande partie par les bolongs. Les bolongs de l’estuaire de la Gambie, et de la Casamance constituent également une grosse partie des côtes de ces deux régions.

#### Le sable blond /cocotiers
On ne verra la côte balnéaire par excellence qu’en Casamance et plus précisément de Niafourang (à la frontière gambio-sénégalaise) à la pointe de la Presqu’île aux oiseaux et de Gnikine à Kabrousse. On retrouve dans ces lieux les plages rêvées des dépliants touristiques sans touristes, sauf au Cap Skirring.

#### La côte de lapresqu'île du Cap-Vert

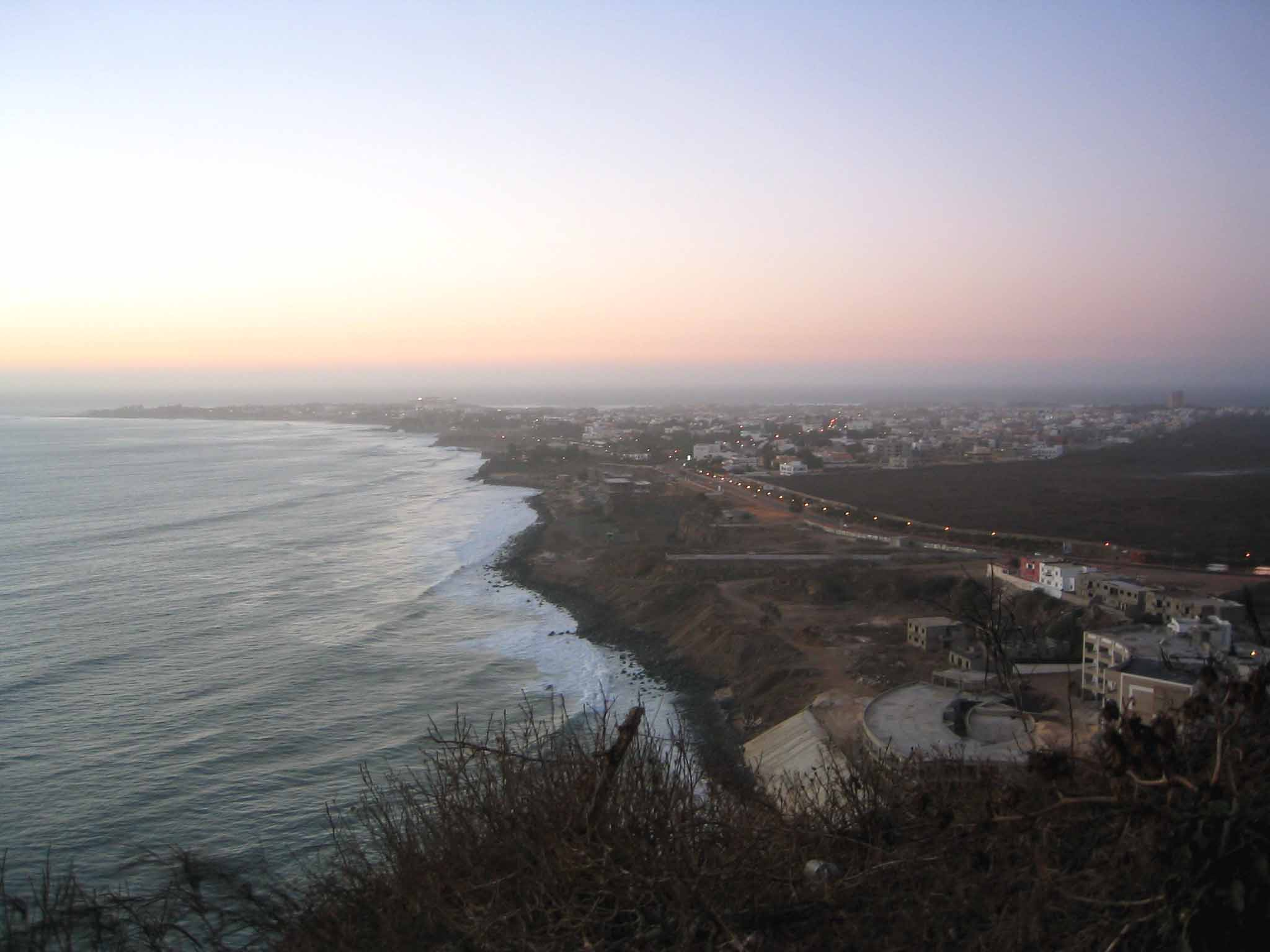
La Pointe des Almadies depuis le phare des Mamelles

C’est la côte volcanique. Les rochers, les falaises font qu’il est difficile voire périlleux de se baigner. Quelques rares plages sablonneuses sont assaillies pendant l’hivernage. Les Mamelles et leur phare dominent cette côte volcanique. Les vagues, d'une forte amplitude, permettent la pratique du surf et le phénomène de barre n’existe pas. Néanmoins les accidents y sont nombreux, car les rochers sont à fleur d’eau. Il existe aussi un grand nombre  d'oursins qui constituent une menacepour les baigneurs.

#### La côte de coquillages

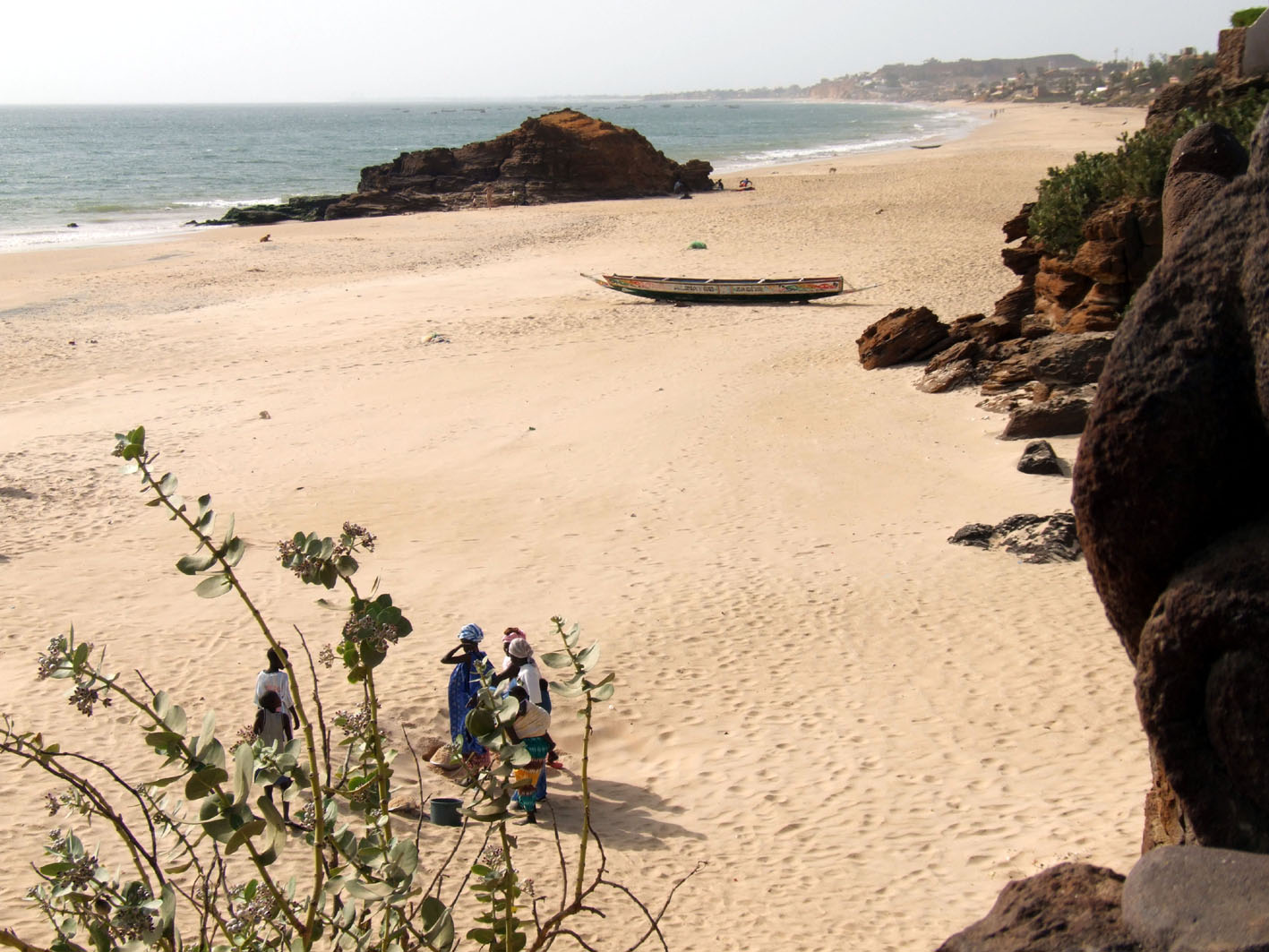
Plage et falaises à Toubab Dialo (Petite-Côte)

On l’appelle la Petite-Côte. Elle commence à Rufisque et se termine à Joal-Fadiouth où les bolongs du Sine-Saloum font leur apparition. La principale végétation côtière de la Petite-Côte sont les filaos. Il y a peu de vagues et l’eau y est rarement claire. Elle est cependant très poissonneuse.

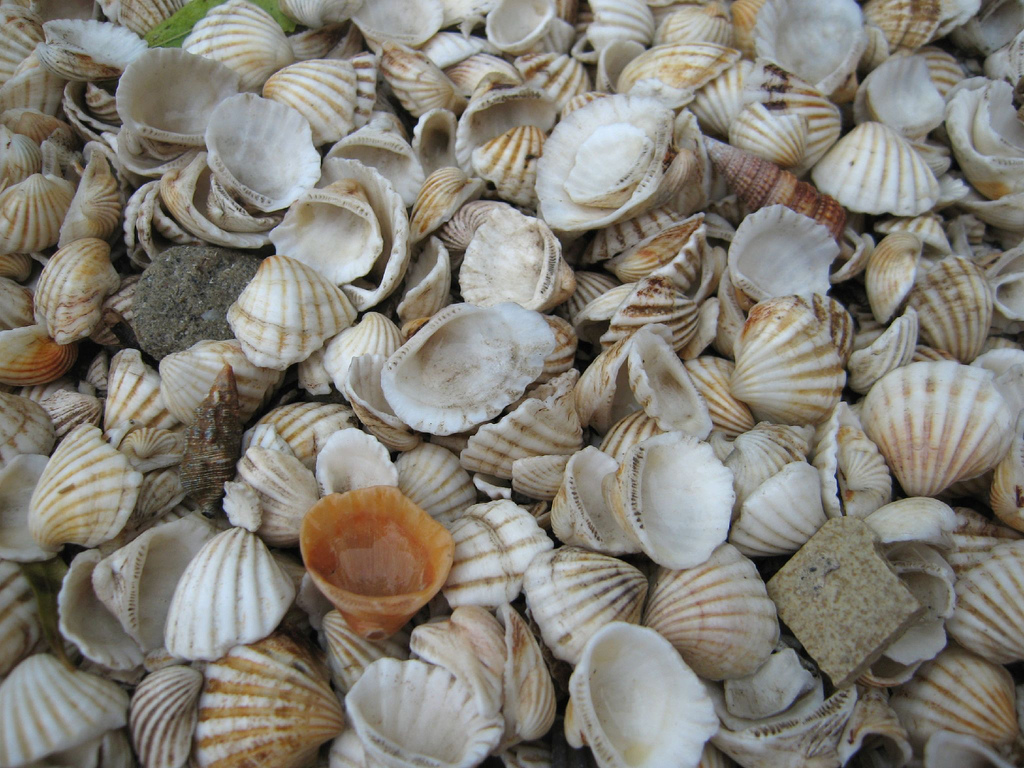
Coquillages à Fadiouth

La particularité de la Petite-Côte, c’est sa plage recouverte de coquillages cassés et rarement de sable. Ces coquillages cassés ont un calibre différent sur chaque plage.

#### Générale
- Atlas du Sénégal, Paris, Éditions du Jaguar, 2007, 136 p.  (ISBN 2869504144)
- Philippe Claude Chamard, Le Sénégal, géographie, Nouvelles éditions africaines, 1973
- Louis-Albert Lake, Analyses cartographiques de la "désertification" dans le nord du Sénégal, Dakar, Université de Dakar, 1982, XI-236 p. (Thèse de 3e cycle)
- Maya Leroy, Gestion stratégique des écosystèmes du fleuve Sénégal. Actions et inactions publiques internationales, L’Harmattan, Études africaines, 2006, 624 p.  (ISBN 2-296-01764-9)
- Jean-Luc Piermay et Cheikh Sarr (dir.), La ville sénégalaise. Une invention aux frontières du monde, Paris, Karthala, 2007, 248 p.  (ISBN 978-2-84586-884-7)
- Abdoul Sall, L’Eau au Sénégal : les enjeux actuels de la privatisation, Dakar et Kaolack : essai de géographie sociale, thèse, 2005
- Iba Der Thiam, Géographie du Sénégal, Nouvelles éditions africaines, EDICEF, 1981
- Xavier Van der Stappen, Sénégal, l'homme et la mer, Réunion des musées nationaux, Paris, 2007, 40 p.  (ISBN 2711853721) (édité à l'occasion de l'exposition Sénégal, l'homme et la mer présentée à l'Aquarium du palais de la Porte Dorée du 18 décembre 2007 au 22 juin 2008)

#### Climatique
- Assane Goudiaby, L’évolution de la pluviométrie en Sénégambie de l’origine des stations à 1983, Dakar, Université de Dakar, 1984, 316 p.(Mémoire de Maîtrise de géographie)
- M. Augustine Basse Sagna, Le bilan des pluies au Sénégal de 1944 à 1973, Dakar, Université de Dakar, 1976, 267 p.